# Charles Byrd (lutador)
Charles Dewayne Byrd Jr. (Pine Bluff, 11 de outubro de 1983) é um lutador de artes marciais mistas americano. Compete no Ultimate Fighting Championship (UFC) na categoria de peso médio.

## Carreira no MMA

### Dana White's Contender Series
Byrd apareceu no Dana White's  Contender Series em 11 de julho de 2017, enfrentando Jamie Pickett.
Ele venceu a luta por finalização no primeiro round mas não foi o suficiente  para conseguir um contrato com o UFC.
Byrd teve uma segunda oportunidade no Dana White's Contender Series em 15 de agosto de 2017 contra Randall Wallace. Ele venceu novamente por finalização e garantiu um contrato com o UFC.

### Ultimate Fighting Championship
Byrd fez sua estreia no UFC em 17 de março de 2018 contra John Phillips no UFC Fight Night: Werdum vs. Volkov.
Ele venceu por finalização no primeiro round.
Sua próxima luta veio em 8 de setembro de 2018 contra Darren Stewart no UFC 228: Woodley vs. Till. Ele perdeu por nocaute técnico no segundo round.
Byrd enfrentou Edmen Shahbazyan em 2 de março de 2019 no UFC 235: Jones vs. Smith. Ele perdeu por nocaute técnico no primeiro round.

## Cartel no MMA
| Cartel no MMA       |             |            |
| 17 lutas            | 10 vitórias | 7 derrotas |
| Por nocaute         | 3           | 3          |
| Por finalização     | 5           | 2          |
| Por decisão         | 2           | 1          |
| Por desqualificação | 0           | 1          |

| Res.    | Cartel | Oponente         | Método                                | Evento                                   | Data       | Round | Tempo | Local                      | Notas                    |
| ------- | ------ | ---------------- | ------------------------------------- | ---------------------------------------- | ---------- | ----- | ----- | -------------------------- | ------------------------ |
| Derrota | 10-7   | Maki Pitolo      | Nocaute Técnico (socos)               | UFC 250: Nunes vs. Spencer               | 06/06/2020 | 2     | 1:10  | Las Vegas, Nevada          |                          |
| Derrota | 10-6   | Edmen Shahbazyan | Nocaute Técnico (cotoveladas e socos) | UFC 235: Jones vs. Smith                 | 02/03/2019 | 1     | 0:38  | Las Vegas, Nevada          |                          |
| Derrota | 10-5   | Darren Stewart   | Nocaute Técnico (socos e cotoveladas) | UFC 228: Woodley vs. Till                | 08/09/2018 | 2     | 2:17  | Dallas, Texas              |                          |
| Vitória | 10-4   | John Phillips    | Finalização (mata-leão)               | UFC Fight Night: Werdum vs. Volkov       | 17/03/2018 | 1     | 3:58  | Londres                    | Estreia no UFC.          |
| Vitória | 9-4    | Randall Wallace  | Finalização (mata-leão)               | Dana White's Contender Series Episódio 6 | 15/08/2017 | 2     | 2:03  | Las Vegas, Nevada          |                          |
| Vitória | 8-4    | Jamie Pickett    | Finalização (triângulo de mão)        | Dana White's Contender Series Episódio 1 | 11/07/2017 | 1     | 4:55  | Las Vegas, Nevada          |                          |
| Vitória | 7-4    | Quentin Henry    | Nocaute Técnico (socos)               | Legacy Fighting Championship 57          | 01/07/2016 | 1     | 2:50  | Bossier City, Louisiana    | Volta aos Médios.        |
| Derrota | 6-4    | Bojan Velickovic | Decisão (unânime)                     | AXS TV Fights: RFA vs. Legacy Superfight | 13/02/2015 | 3     | 5:00  | Robinsonville, Mississippi |                          |
| Vitória | 6-3    | Evan Thompson    | Nocaute (socos)                       | Legacy Fighting Championship 38          | 13/02/2014 | 1     | 4:51  | Allen, Texas               | Luta nos Médios.         |
| Vitória | 5-3    | Mike Jasper      | Decisão (dividida)                    | Legacy Fighting Championship 24          | 11/10/2013 | 3     | 5:00  | Dallas, Texas              | Estreia nos Meio Médios. |
| Derrota | 4-3    | Derrick Krantz   | Finalização (mata-leão)               | Legacy Fighting Championship 16          | 14/12/2012 | 1     | 3:02  | Dallas, Texas              |                          |
| Vitória | 4-2    | Ira Boyd         | Finalização (triângulo de mão)        | Dominion Warrior Tri Combat              | 28/04/2012 | 1     | 2:11  | Plano, Texas               |                          |
| Vitória | 3-2    | Robert Agee      | Decisão (unânime)                     | Fight Game: Premier Event                | 02/12/2011 | 3     | 3:00  | Frisco, Texas              |                          |
| Vitória | 2-2    | Gabriel Vasquez  | Finalização (mata-leão)               | 24/7 Entertainment 2                     | 10/06/2011 | 1     | 2:15  | Amarillo, Texas            |                          |
| Derrota | 1-2    | Marcelo Azevedo  | Finalização (mata-leão)               | Legacy Promotions                        | 20/03/2010 | 1     | 2:04  | Houston, Texas             |                          |
| Vitória | 1-1    | Chris Trammel    | Nocaute Técnico (socos)               | KOK 7                                    | 29/08/2009 | 1     | 1:27  | Austin, Texas              |                          |
| Derrota | 0-1    | Donyiell Winrow  | Desqualificação (joelhada ilegal)     | Dominant Knockout 1                      | 25/04/2009 | 1     | 2:48  | Irving, Texas              |                          |